# Црни врх (Прибој)
Црни врх је планина у југозападној Србији, између Увца и Лима. Припада средњевисоким планинама Динарида (највиши врх 1.186 m). Пружа се у облику гребена правцем северозапад—југоисток, залазећи у велики лакат Увца. Стране су стрме, нарочито североисточна која прелази у кањон Увца. Састављен је од серпенита, триијаских рожнаца и туфитаити. Под шумом је, ненасељен и изван саобраћајних линија.